# Södra Petteskär
Södra Petteskär är ett skär i Åland (Finland). Det ligger i Skärgårdshavet och i kommunen Lumparland i landskapet Åland, i den sydvästra delen av landet. Ön ligger omkring 19 kilometer öster om Mariehamn och omkring 260 kilometer väster om Helsingfors.
Öns area är 0,5 hektar och dess största längd är 110 meter i nord-sydlig riktning. Närmaste större samhälle är Jomala, 19,5 km väster om Södra Petteskär.